# Arthrocarpum somalense
Arthrocarpum somalense là một loài thực vật có hoa trong họ Đậu. Loài này được Hillc. & J.B.Gillett mô tả khoa học đầu tiên.